# Hammurabi I
|  | No s'ha de confondre amb Hammurabi. |

Hammurabi I, que va regnar potser entre el 1764 aC i el 1750 aC, va ser el tercer rei de Iamkhad. Era fill de Yarim-Lim I al que va succeir. No se'n sap res d'ell abans de la pujada al tron d'Alep, la capital de Iamkhad, i després és conegut a través de les Tauletes de Mari.
Va mantenir durant força temps les aliances amb Zimri-Lim, rei de Mari. Hammurabi quan va pujar al tron ja estava casat, encara que no se sap el nom de la seva esposa, i devia tenir almenys dos fills, Abbael, que el succeiria amb el nom d'Abbael I i Yarim-Lim, que potser tenien una mare diferent. Sembla que quan va començar a regnar, Hammurabi no estava gaire segur al seu territori, amb una certa debilitat política i va vendre al regne de Mari un territori que les tauletes anomenen Alahtum i que potser era Alalakh. El primer ministre (sukkallu) de Iamkhad i la reina mare Gashera tenien una gran influència sobre el monarca, i intervenien activament en els assumptes polítics del regne, cosa que ja havien fet en temps del seu pare Yarim-Lim. Es van oposar a la venda d'Alahtum, i van enterbolir les bones relacions entre Iamkhad i Mari. Després de la venda d'aquell territori van sorgir discussions entre els dos regnes per decidir qui havia de reconstruir la ciutat i el seu palau i per definir les relacions militars d'Alahtum respecte a Iamkhad. Les trobades entre Hammurabi i els ambaixadors de Mari a Alep es conserven en uns documents molt difícils d'interpretar, i no deixen conèixer els detalls de l'evolució de les relacions. Sembla que van seguir mantenint la condició d'aliats. Una carta amistosa d'Hammurabi a Zimri-Lim parla de l'interès que havia mostrat el rei d'Ugarit, a qui no s'anomena, per visitar el famós palau de Mari.
És possible que l'hegemonia territorial de Iamkhad s'anés consolidant i Hammurabi hagués dominat fins als territoris del riu Khabur, i les relacions amb Qatna van entrar en una situació no tant conflictiva com en temps del seu pare. Algunes cartes de comerciants al rei de Mari parlen dels dos fills d'Hammurabi I cosa que confirma la bona relació que tenien els dos regnes, ja que les Tauletes de Mari de l'últim període d'Hammurabi no s'han conservat. Les tauletes trobades a Alalakh parlen ja d'Abbael, el fill d'Hammurabi, com un rei totalment consolidat a Iamkhad.